# 井馬博
井馬 博（いま ひろし、1948年11月9日 - ）とは、ばんえい競馬の元実況アナウンサーである。有限会社井馬企画 代表。

## 人物
北海道生田原町 出身、北見市在住。
子供のころからスポーツのアナウンサーに憧れていた。帝京大学卒業 後はサラリーマンをしていたが、友人の結婚式の余興で行った競馬の実況が関係者の目にとまり転職。1980年、30歳を過ぎてからの遅咲きの実況デビューとなった。その後はばんえい競馬のアナウンサー一筋、2004年に病気のため初めて休養 するまで24年間休まず実況を務めるなど、30年以上にわたりほぼ一人でレース実況を担当してきたが、2012年3月に「声が出なくなる前に若い人に経験を積んでもらいたい」と声明を発表、同年3月26日の実況を最後に勇退。実況したレース数は通算4万レースを超える。
帯広・旭川・岩見沢・北見の4か所で開催していた2006年までは開催日ごとに各競馬場へ出張。帯広単独開催になった2007年以降は毎週帯広へ通っていた。

## メディア出演
- 2005年 - 『北海道スペシャル』（NHK札幌放送局制作）でドキュメンタリー番組が放送された。
- 2006年 - 映画『雪に願うこと』に実況アナウンサー役として出演（声のみだがキャストとしてクレジットされている）し、レース同様の実況を行った。
- 2010年 - 『ズームイン!!SUPER』でばんえい競馬が紹介された際に、VTRで出演。
- 2012年 - ドラマ『大地のファンファーレ』（NHK札幌放送局・帯広放送局制作）に実況アナウンサー役として出演し、レース同様の実況を行った。